# Hideaki Tokunaga
Hideaki Tokunaga (徳永 英明, Tokunaga Hideaki, 27 de fevereiro de 1961 em Yanagawa, Fukuoka), é um cantor de j-pop, compositor e ator japonês.

## Discografia

### Singles
| Data       | Título                                         |
| ---------- | ---------------------------------------------- |
| 21/01/1986 | Rainy Blue                                     |
| 21/05/1986 | Natsu no radio                                 |
| 21/05/1987 | BIRDS                                          |
| 05/07/1987 | Kagayakinagara…                                |
| 24/02/1988 | Kaze no eolia                                  |
| 25/10/1988 | Saigo no iiwake                                |
| 21/04/1989 | Koibito                                        |
| 21/09/1989 | Myself ~Kaze ni naritai~ / Kokoro no ball      |
| 16/01/1990 | Yume wo shinjite                               |
| 07/07/1990 | Kowarekake no Radio                            |
| 10/04/1991 | Wednesday Moon                                 |
| 05/09/1991 | LOVE IS ALL                                    |
| 28/10/1991 | Revolution                                     |
| 21/04/1992 | Koi no yukue                                   |
| 02/11/1992 | I LOVE YOU                                     |
| 10/05/1993 | Mou ichido anohi no youni                      |
| 23/08/1993 | FRIENDS                                        |
| 01/11/1993 | Boku no soba ni                                |
| 09/11/1994 | Eien no hate ni                                |
| 01/11/1995 | Miraihikou                                     |
| 21/07/1996 | ROUGH DIAMOND                                  |
| 25/11/1996 | SMILE                                          |
| 21/01/1997 | Chikai                                         |
| 16/07/1997 | Jounetsu                                       |
| 01/11/1997 | Rainy Blue ~1997 Track~                        |
| 27/01/1999 | Aoi chigiri                                    |
| 28/04/1999 | Boku no ballade                                |
| 02/02/2000 | Tsuioku / Koigokoro                            |
| 26/04/2000 | Orion no honoo                                 |
| 22/11/2000 | Tane                                           |
| 31/01/2001 | call                                           |
| 22/01/2003 | Kimi wo tsurete                                |
| 01/10/2003 | Kimi wa kimi de itainoni / Kowarekake no Radio |
| 01/09/2004 | My Life                                        |
| 31/08/2005 | Jidai                                          |
| 01/02/2006 | SAYONARA no wake / Boku ni dekirukoto          |
| 28/06/2006 | Koi wo shiteyukou                              |
| 26/07/2006 | Yuki no hana                                   |
| 04/10/2006 | happiness                                      |
| 11/07/2007 | Koi ni ochite -Fall in Love-                   |
| 09/04/2008 | Dakishimete ageru / Hanataba                   |
| 16/07/2008 | Ai ga kanashii kara                            |
| 08/10/2008 | Chiisana Inori ~P.S. I Love You                |
| 08/04/2009 | Sunadokei                                      |
| 19/08/2009 | Hello                                          |
| 31/03/2010 | Toki no nagare ni mi wo makase                 |
| 19/01/2011 | Haru no yuki                                   |
| 13/04/2011 | Tasogare wo tomete                             |
| 03/08/2011 | Ashita e kaerou                                |
| 09/05/2012 | Ningyou no ie / Yume wa yoru hiraku            |
| 21/11/2012 | Namae no nai kono ai no tame ni / Hibiki       |
| 05/06/2013 | STATEMENT / Anata ni aete yokatta              |
| 24/09/2014 | Sayonara no mukougawa                          |
| 09/03/2016 | Kimi ga kurerumono                             |
| 28/06/2017 | Baton                                          |

### Álbuns de estúdio
| Data       | Título            |
| ---------- | ----------------- |
| 21/01/1986 | Girl              |
| 21/08/1986 | radio             |
| 21/05/1987 | BIRDS             |
| 21/04/1988 | DEAR              |
| 21/05/1989 | REALIZE           |
| 09/10/1990 | JUSTICE           |
| 05/10/1991 | Revolution        |
| 10/12/1993 | Nostalgia         |
| 08/12/1995 | Taiyou no shounen |
| 26/02/1997 | bless             |
| 02/06/1999 | honesto           |
| 24/05/2000 | remind            |
| 27/02/2003 | Ai wo kudasai     |
| 29/09/2004 | MY LIFE           |
| 06/05/2009 | WE ALL            |
| 17/07/2013 | STATEMENT         |
| 19/07/2017 | BATON             |

### Álbuns de compilação
| Data       | Título                        |
| ---------- | ----------------------------- |
| 05/12/1987 | INTRO.                        |
| 04/12/1992 | INTRO.II                      |
| 01/11/1997 | Ballade of Ballade            |
| 21/11/1998 | Single Collection (1986~1991) |
| 21/11/1998 | Single Collection (1992~1997) |
| 28/02/2001 | INTRO III                     |
| 22/02/2006 | BEAUTIFUL BALLADE             |
| 13/08/2008 | SINGLES BEST                  |
| 13/08/2008 | SINGLES B-side BEST           |
| 27/04/2011 | VOCALIST & BALLADE BEST       |
| 13/04/2016 | ALL TIME BEST Presence        |
| 17/08/2016 | ALL TIME BEST VOCALIST        |

### Álbuns de covers
| Data       | Título                                              |
| ---------- | --------------------------------------------------- |
| 01/10/2003 | Self Cover · Best ~Kagayakinagara~                  |
| 14/09/2005 | VOCALIST                                            |
| 30/08/2006 | VOCALIST 2                                          |
| 15/08/2007 | VOCALIST 3                                          |
| 20/04/2010 | VOCALIST 4                                          |
| 30/05/2012 | VOCALIST VINTAGE                                    |
| 21/01/2015 | VOCALIST 6                                          |
| 04/07/2018 | Eien no hate ni ~Self Cover · Best I~               |
| 03/07/2019 | Taiyou ga ippai Plein Soleil ~Self Cover · Best II~ |

### Álbuns ao vivo
| Data       | Título                                                     |
| ---------- | ---------------------------------------------------------- |
| 01/07/1990 | Hideaki Tokunaga Live                                      |
| 14/09/1994 | Live 1994                                                  |
| 03/09/2014 | STATEMENT TOUR FINAL at NAGOYA CENTURY HALL                |
| 08/06/2016 | Concert Tour 2015 VOCALIST & SONGS 3 FINAL at ORIX THEATER |